# Dungeons & Dragons Miniatures Game
Dungeons and Dragons miniatures (DDM) – to możliwa do zbierania miniatur gra bitewna składająca się z pomalowanych, plastikowych figurek, opartych na grze fabularnej Dungeons & Dragons. Wypuszczony we wrześniu 
2003 przez Wizards of the Coast, które jest w posiadaniu Hasbro.
Seria D&DM składa się z bosterów, które są wypuszczone około co cztery miesiące.
Gra się w nią na siatce kwadratów, w skali 1:60
Figurki podzielone są na „rare” rzadkie, „uncommon” nieczęste i „common” częste. Ta rzadkość określa stopień trafień otrzymywania każdej figurki.
Niepodobne Dungeons and Dragons, które jak większość gier z podziałem na role mają graczy grających pojedynczo, Dungeons and Dragons miniatures to gra bitewna, w którym dwaj przeciwnicy wkładają na plansze swoje armie stworzeń przeciw sobie nawzajem. Gra przeszła kilka modyfikacji. W lutym 
2008 gra została uaktualniona by utrzymać ciągłość z czwartą wersją gry fabularnej. Na oficjalnej stronie zaczęto aktualizować karty ze starych bosterów do nowej edycji.